# Lega di Smalcalda

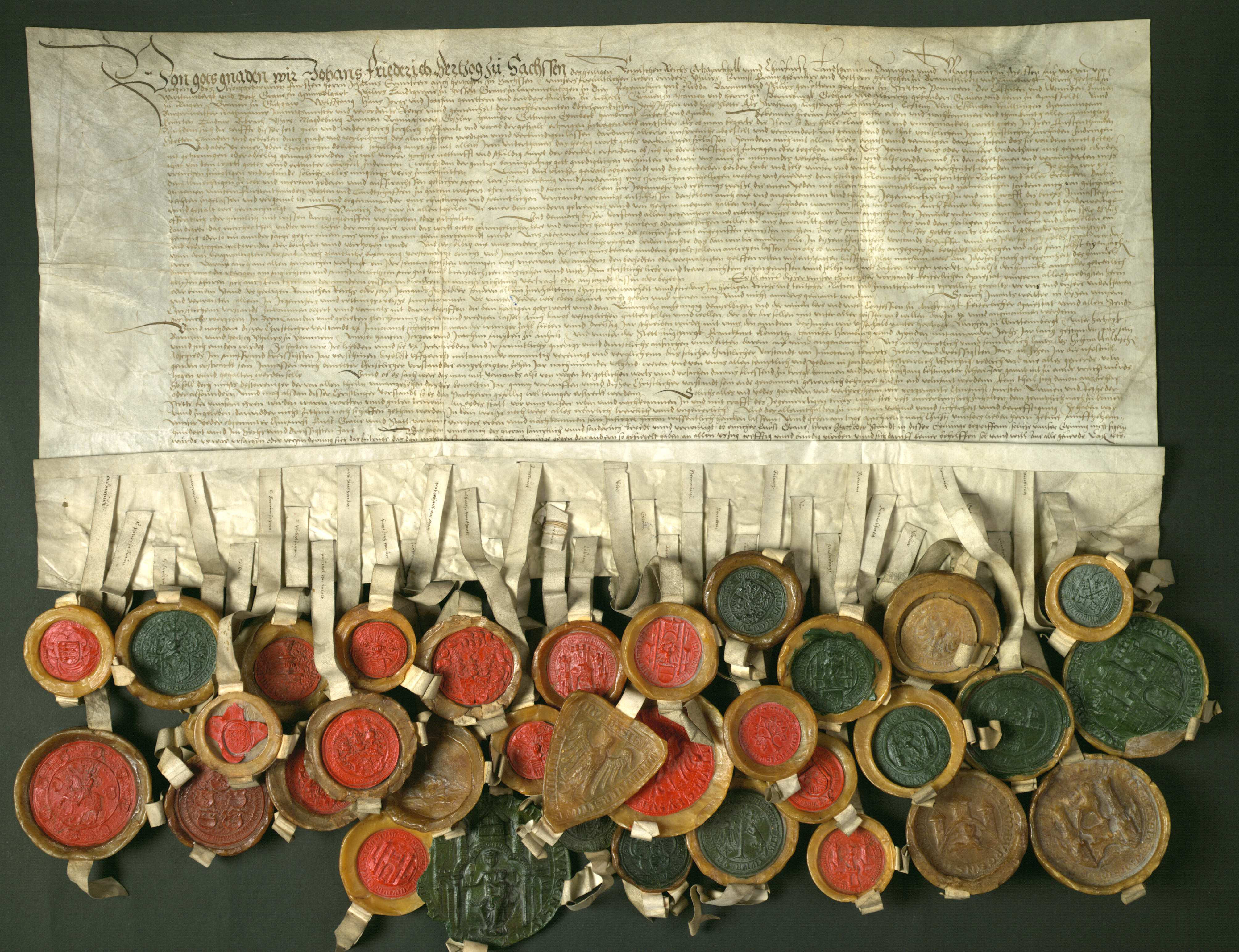
Contratto della Lega di Smalcalda (Archivio di Stato di Weimar)

La Lega di Smalcalda fu un'alleanza difensiva di principati e città protestanti del Sacro Romano Impero, istituita nella metà del XVI secolo sotto la guida dell'elettorato di Sassonia e il Langraviato d'Assia. Lo scopo principale era far fronte alla politica religiosa dell'imperatore cattolico Carlo V. La Lega prende il nome dalla città in cui venne fondata, il 27 febbraio 1531, ossia Smalcalda (Schmalkalden), in Turingia.
Negli anni successivi alla sua istituzione, l'alleanza fu capace di espandere continuamente il proprio potere e di attrarre ulteriori membri. Dal 1542, tuttavia, i crescenti disaccordi interni ne paralizzarono sempre di più l'azione. Nella guerra di Smalcalda, combattuta dal 1546 al 1547, Carlo V riuscì a lanciare il decisivo contrattacco militare e annientare la lega.
In antitesi con la Lega di Smalcalda, venne fondata a Norimberga la Lega cattolica con il fine di contrastare la crescente diffusione del protestantesimo nell'impero. Tuttavia, la Lega Cattolica non fu mai militarmente attiva e esistette solo dal 1538 al 1539.

## Storia
La diffusione della Riforma aveva offerto agli stati tedeschi dell'Impero un pretesto per affermare la propria autonomia non solo sul piano religioso, ma anche e soprattutto su quello politico. Venerdì 27 febbraio 1531 venne pertanto ufficialmente costituita a Smalcalda una federazione di principi uniti dall'opposizione al potere imperiale e dalla volontà di difendere il luteranesimo dai tentativi di restaurazione cattolica attuati dall'imperatore Carlo V; i fondatori furono Filippo I d'Assia e Giovanni Federico, elettore di Sassonia, che giurarono di difendersi reciprocamente se i loro territori fossero stati attaccati da Carlo. Anhalt, Brema, Brunswick-Lüneburg, Magdeburgo, Mansfeld, Strasburgo ed Ulma furono gli altri membri originari della Lega, mentre Costanza, Reutlingen, Memmingen, Lindau, Biberach an der Riß, Isny im Allgäu e Lubecca si unirono in seguito. La Lega si accordò per fornire 10.000 uomini e 2.000 cavalieri per la mutua protezione.

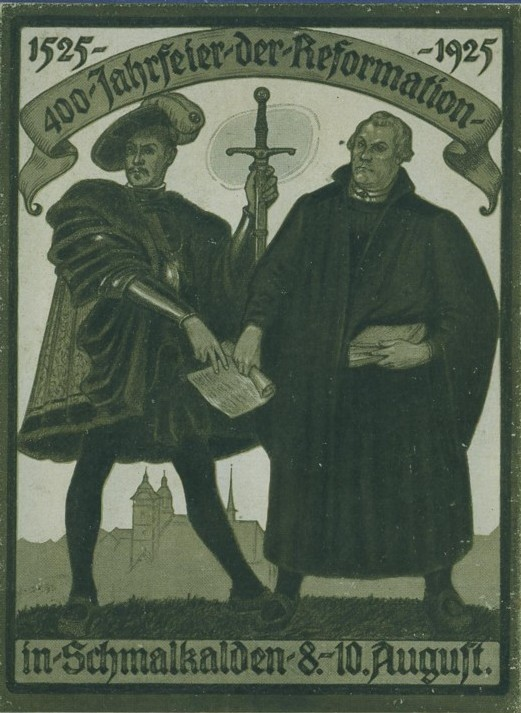
Cartolina del 1925 a ricordo del quattrocentesimo anniversario della fondazione della lega di Smalcalda

Dopo la morte di Ulrico Zwingli alcune città della Germania meridionale cercarono l'appoggio della Lega, che divenne il centro dell'opposizione anti-asburgica: nel 1532 la Lega si alleò con la Francia e nel 1538 con la Danimarca. Raramente la Lega provocò Carlo V direttamente, ma confiscò terreni alla Chiesa, espulse vescovi e principi cattolici e aiutò a diffondere il Luteranesimo nella Germania settentrionale.
La crisi tra la Lega e l'impero scoppiò nel 1542: nella Dieta di Spira i principi protestanti chiesero all'imperatore il riconoscimento ufficiale della loro posizione e a esso condizionarono gli aiuti militari e finanziari necessari per la guerra contro i turchi: la crisi era ormai alle porte, ma la condizione che rese possibile a Carlo affrontare direttamente i principi protestanti che gli si opponevano fu la stipulazione nel 1544 della pace di Crépy, che privò la Lega del sostegno internazionale del Regno di Francia.
Carlo V (che era riuscito ad ottenere, sfruttando dei contrasti di natura dinastica e territoriale, l'appoggio di Maurizio di Wettin, cugino dell'Elettore di Sassonia Giovanni Federico) e papa Paolo III iniziarono pertanto a radunare un esercito, mentre i membri della Lega acuivano le loro divisioni, incapaci di unirsi in un progetto di difesa comune come avevano originariamente previsto. Nonostante l'imprevista defezione delle truppe papali, Carlo entrò in Germania alla testa delle sue truppe nel 1546 e, dopo aver sottomesso Ulma e il Ducato del Württemberg e sconfitto l'Elettore Palatino, si spinse fino in Sassonia alla ricerca dello scontro con Giovanni Federico; lo scontro decisivo si svolse a Mühlberg il 24 aprile 1547, dove l'imperatore sbaragliò l'esercito sassone e catturò lo stesso Elettore, ottenendone la sottomissione. Questo segnò simbolicamente la fine della Lega, il cui ultimo rappresentante, Filippo d'Assia, rimasto solo nella sua opposizione all'imperatore dopo la resa dell'alleato sassone, accettò di firmare un atto di pace poco dopo.
La Lega di Smalcalda si dissolse ufficialmente dopo la resa di Filippo; nonostante la vittoria militare però, Carlo V non riuscì mai a placare il dissidio che la Riforma aveva creato in seno alle terre dell'Impero. L'opposizione dei principi protestanti tedeschi e la concomitante ripresa delle ostilità contro i turchi ed i francesi costrinse l'imperatore a stipulare, nel 1555, la pace religiosa di Augusta, che stabilì definitivamente la divisione religiosa della Germania, affermando il principio del cuius regio, eius religio.